# Socznik
Socznik (Epuraea) – rodzaj chrząszczy z rodziny łyszczynkowatych i podrodziny Epuraeinae. Ma zasięg kosmopolityczny. Obejmuje ponad 320 opisanych gatunków.

## Morfologia

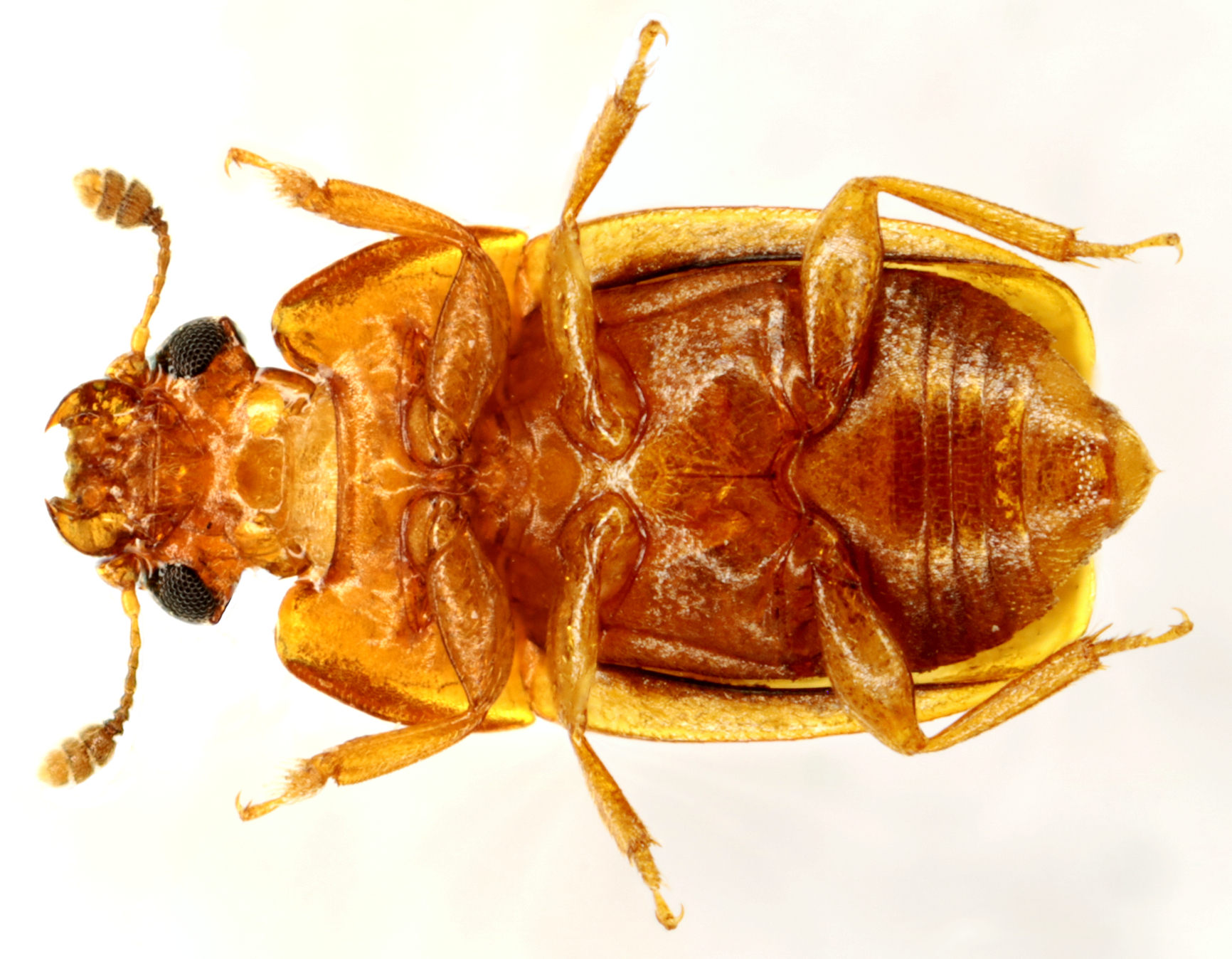
Epuraea ocularis, widok od spodu

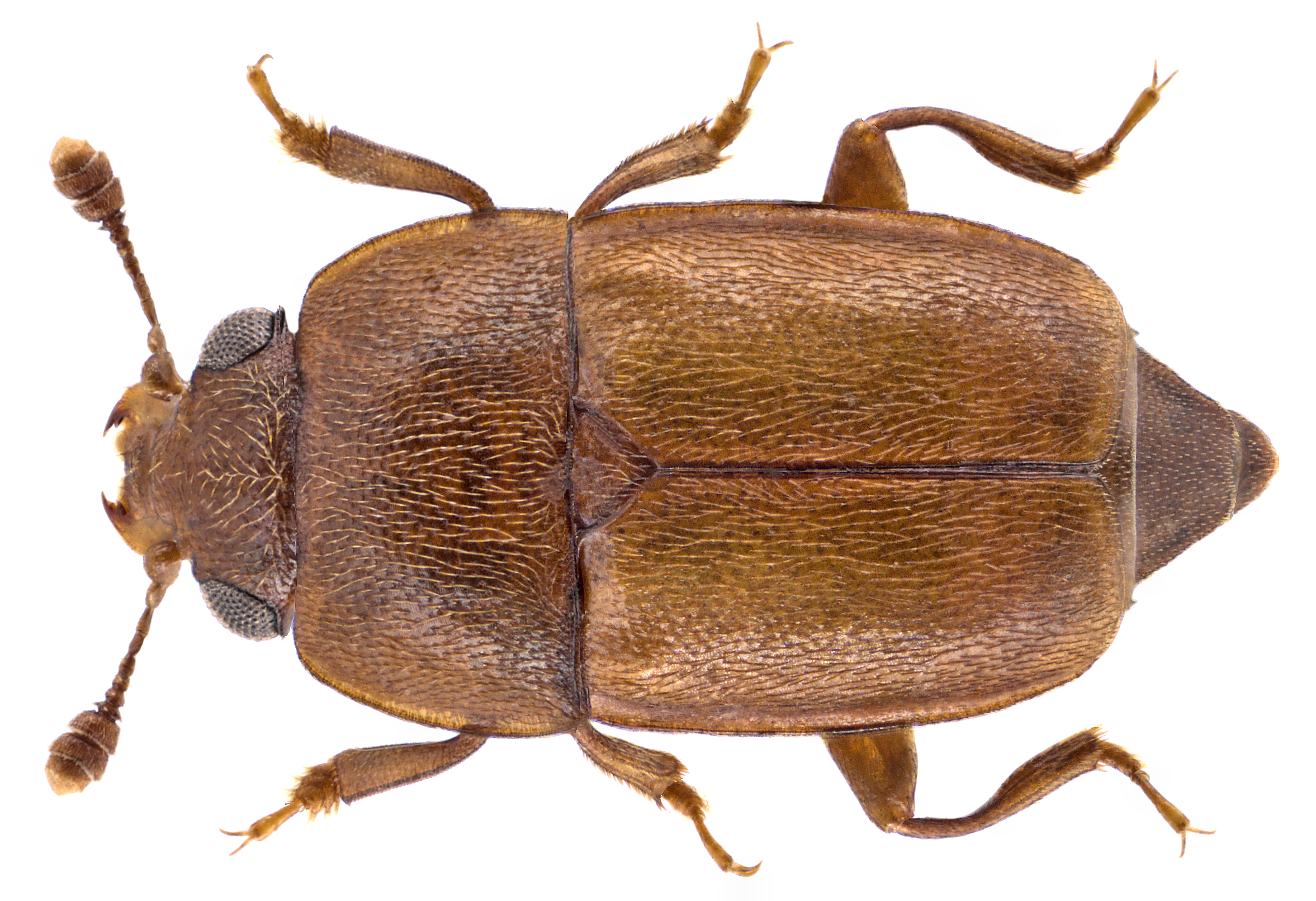
Epuraea luteola

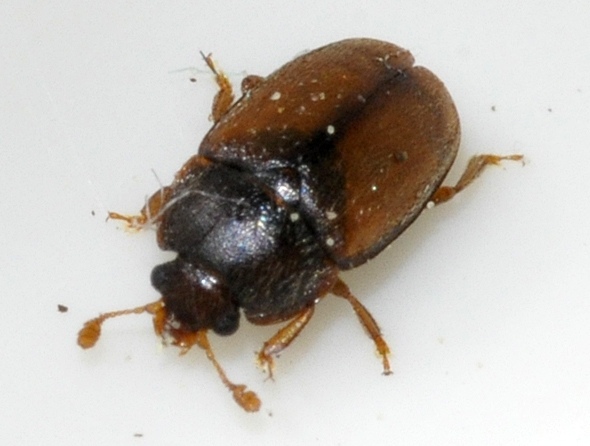
Epuraea melanocephala

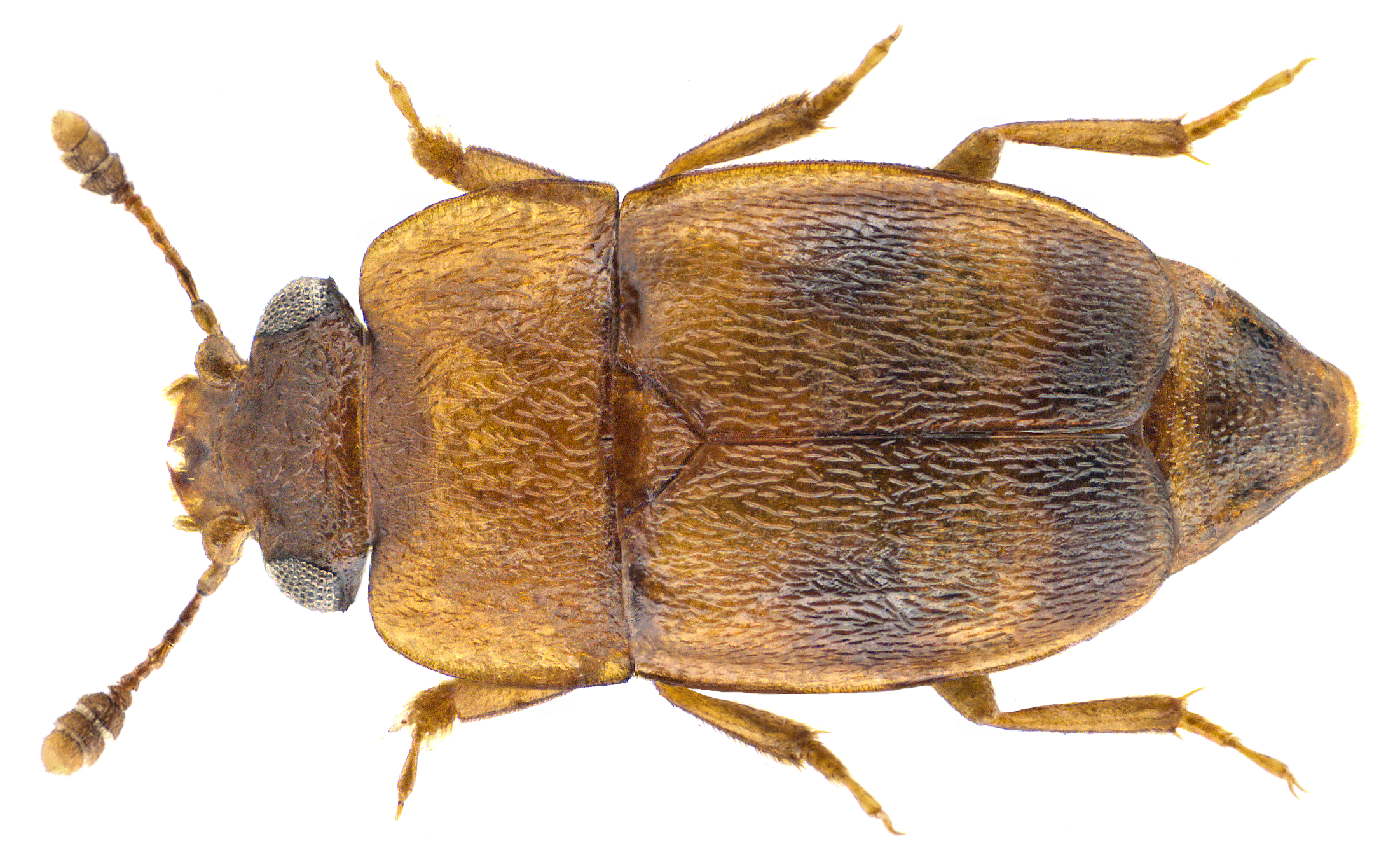
Epuraea ocularis

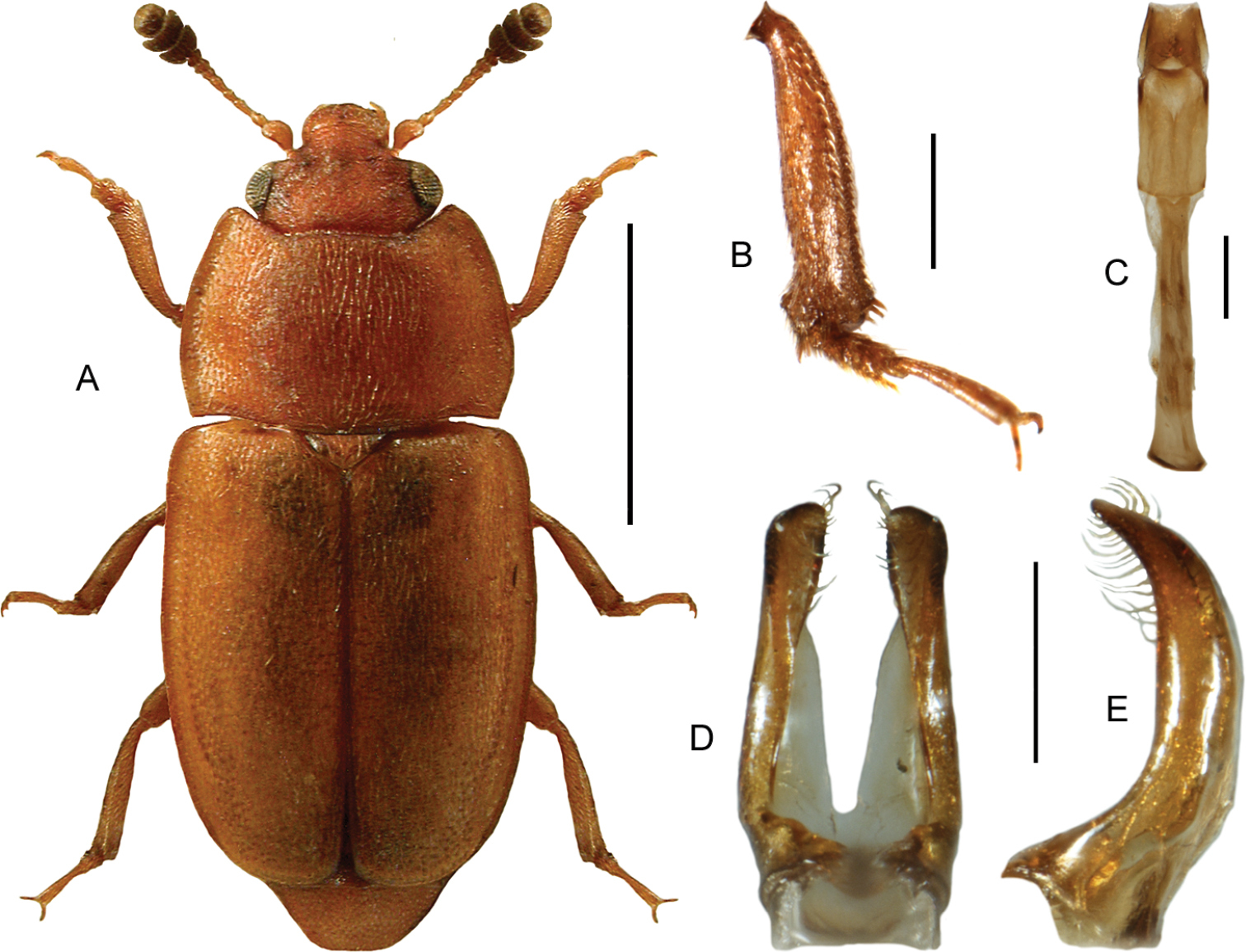
Epuraea unicolor

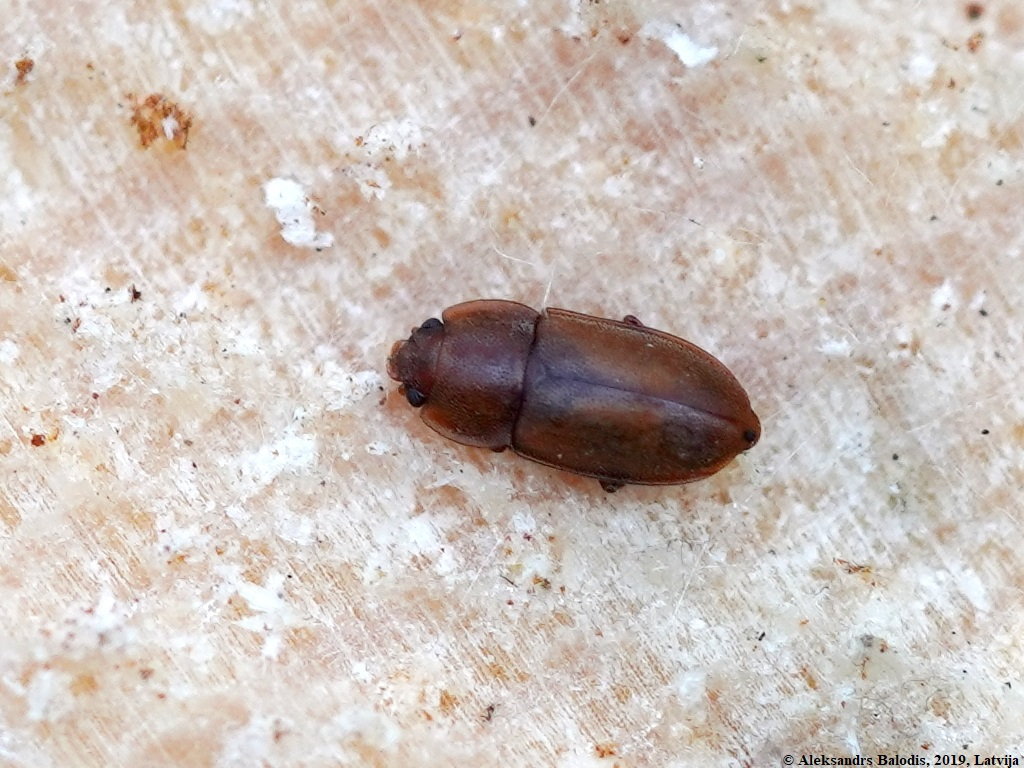
Epuraea pallescens

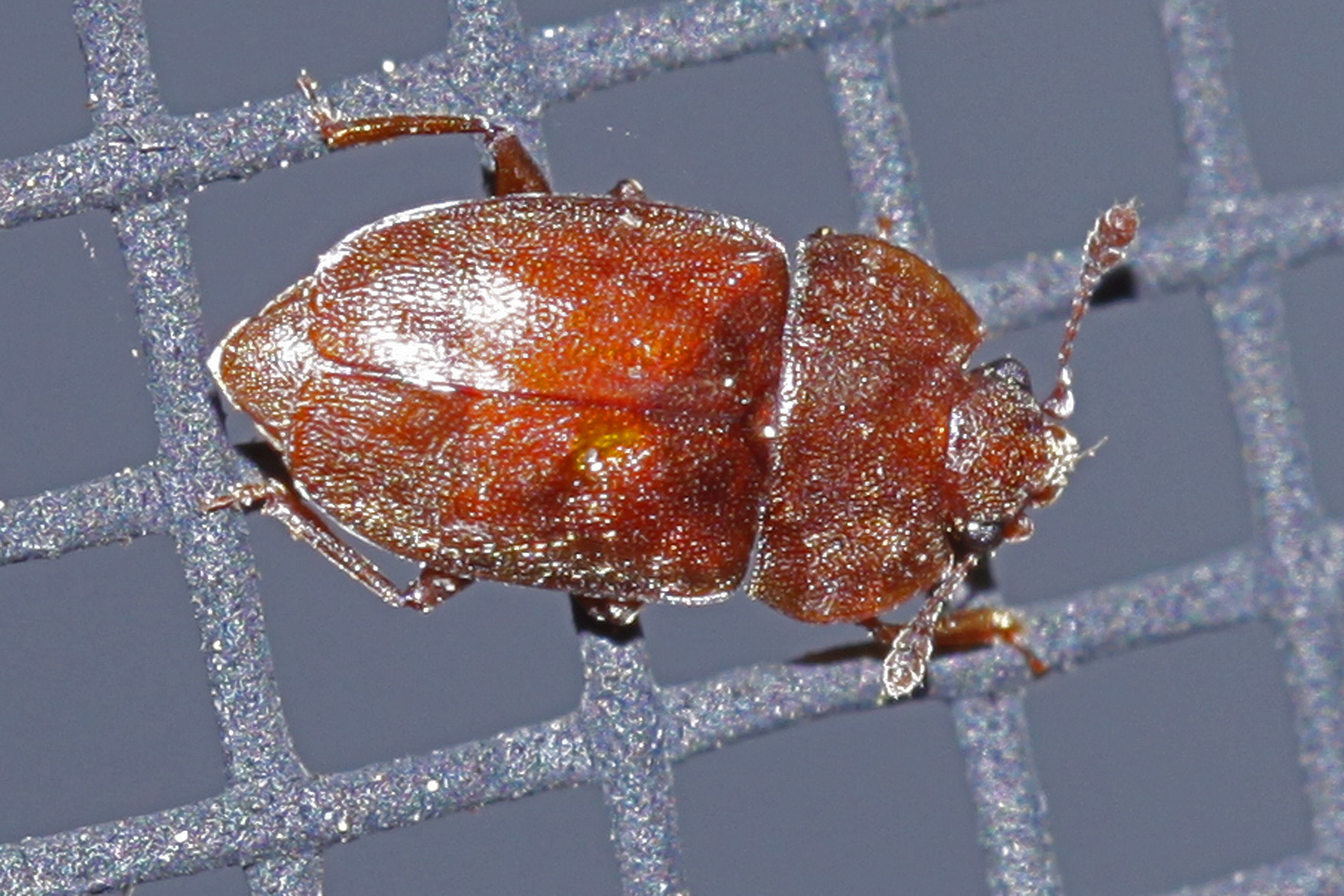
Epuraea rufa

Chrząszcze o ciele długości od 2 do 4,5 mm. Zarys ciała jest stosunkowo smukły, owalny, a jego wierzch zwykle płasko sklepiony do umiarkowanie wypukłego. Owłosienie jest delikatne i przylegające. W ubarwieniu dominują barwy od żółtawoceglastej do ciemnobrunatnej. Wzór w postaci plamek występuje nieczęsto. Głowa jest zaopatrzona w duże oczy złożone i niesięgające ku tyłowi poza nie skronie. Aparat gębowy cechują głaszczki wargowe o członie ostatnim ściętym na wierzchołku. Proste, zbieżne ku tyłowi rowki czułkowe są proste, mają zatarte lub niewyraźne krawędzie zewnętrzne. Przedplecze i pokrywy mają pozbawione orzęsienia brzegi. Pokrywy są krótkie i pozbawione rzędów przyszwowych. U części gatunków golenie odnóży środkowej pary wykazują dymorfizm płciowy, będąc charakterystycznie pogrubionymi na szczycie. Odwłok ma dwa ostatnie segmenty odsłonięte przez pokrywy.

## Ekologia i występowanie
Owady te są zróżnicowane pod względem preferencji pokarmowych. Większość gatunków to mykofagi lub saprofitofagi, ale znaleźć można w obrębie rodzaju nekrofagi, a nawet przykłady drapieżnictwa na kornikowatych. Wśród soczników dominują gatunki saproksyliczne. Bytują one pod korą drzew, w próchnie, w fermentującym soku wyciekającym z ran, świeżo okorowanych pni i ściętych pniaków, w grzybach nadrzewnych (w tym w hubach) i chodnikach innych owadów, np. kornikowatych czy trociniarkowatych. Część gatunków bytuje w runie leśnym i ściółce. Niektóre spotyka się w pryzmach gnijących szczątków roślinnych, pod skoszoną trawą, w gniazdach trzmieli oraz w norach ssaków. Postacie dorosłe wielu gatunków odwiedzają kwiaty drzew, krzewów i roślin zielnych. Niektóre przylatują też do sztucznych źródeł światła.
Zasięg rodzaju jest kosmopolityczny. W krainie palearktycznej stwierdzono ponad 100 jego gatunków, z których z Polski wykazano 30 (zobacz: łyszczynkowate Polski).

## Taksonomia
Takson ten wprowadzony został w 1843 roku przez Wilhelma Ferdinanda Erichsona. W 1859 roku Carl Gustaf Thomson wyznaczył Nitidula silacea gatunkiem typowym tego rodzaju. Rodzaj ten dzieli się na liczne podrodzaje, z których część bywała dawniej ujmowana jako odrębne rodzaje, a jeden miał nawet odrębną polskojęzyczną nazwę zwyczajową – drobnogonka (Micruria). Rodzaj Epuraea nie doczekał się dotąd rewizji w kontekście światowym. Relacje filogenetyczne pomiędzy jego podrodzajami pozostają nierozwikłane i wiele z nich przypuszczalnie stanowią taksony parafiletyczne, stąd niektórzy autorzy rezygnują z podziału na podrodzaje zupełnie.
Do rodzaju tego należy ponad 320 opisanych gatunków, w tym:

- Epuraea accidentis Kirejtshuk, 1990
- Epuraea acuminata Jelinek, 1992
- Epuraea acutocaudalis Kirejtshuk, 1998
- Epuraea accurata Kirejtshuk, 1987
- Epuraea acea Kirejtshuk, 1998
- Epuraea acelsa Kirejtshuk, 1998
- Epuraea adolescens Kirejtshuk, 1998
- Epuraea adumbrata (Mannerheim, 1852)
- Epuraea aestiva (Linnaeus, 1758)
- Epuraea aldridgei Kirejtshuk, 1997
- Epuraea alpicola Nakane, 1966
- Epuraea alutidorsum Kirejtshuk, 1998
- Epuraea alternans Grouvelle, 1912
- Epuraea alternata Parsons, 1969
- Epuraea alticola Sharp, 1890
- Epuraea ambigua Mannerheim, 1843
- Epuraea ampla Grouvelle, 1911
- Epuraea amurensis Kirejtshuk, 1992
- Epuraea angustata
- Epuraea angustula Sturm, 1844
- Epuraea antarctica (White, 1846)
- Epuraea apposita Reitter, 1884
- Epuraea argus Reitter, 1894
- Epuraea attenuatus (Gillogly L.R., 1962)
- Epuraea audisioi Kirejtshuk, 1989
- Epuraea atra Jelinek, 1978
- Epuraea auripubens Reitter, 1901
- Epuraea avara (Randall, 1838)
- Epuraea bakeri Grouvelle, 1914
- Epuraea barbulus (Gillogly L.R., 1962)
- Epuraea basisinuata Kirejtshuk, 1994
- Epuraea bergeri Sjöberg, 1939
- Epuraea biguttata (Thunberg, 1784)
- Epuraea binotata Reitter, 1872
- Epuraea biplagiata Kirejtshuk, 1998
- Epuraea birmanica Grouvelle, 1892
- Epuraea boreella (Zetterstedt, 1828)
- Epuraea brightensis (Blackburn, 1903)
- Epuraea brignolii Audisio, 1979
- Epuraea brunnea Wiedemann, 1823
- Epuraea bullata Kirejtshuk, 1998
- Epuraea cadaverina (Rodth, 1851)
- Epuraea calcarifera Kirejtshuk, 1998
- Epuraea californica (Gillogly, 1946)
- Epuraea calvata Kirejtshuk, 1989
- Epuraea cameroni Kirejtshuk, 1998
- Epuraea capensis Kirejtshuk, 1989
- Epuraea carpathica Reitter, 1878
- Epuraea cerina Grouvelle, 1894
- Epuraea cetera Kirejtshuk et Pakaluk, 1996
- Epuraea championi Kirejtshuk, 1998
- Epuraea commutata Grouvelle, 1913
- Epuraea compacta Kirejtshuk, 1998
- Epuraea concolor Murray, 1864
- Epuraea conradti Grouvelle, 1899
- Epuraea consanguinea Grouvelle, 1914
- Epuraea consiglioi Audisio, 1978
- Epuraea consobrina Grouvelle, 1892
- Epuraea contractula Sahlberg, 1889
- Epuraea contraria Kirejtshuk, 1998
- Epuraea convexa Grouvelle, 1908
- Epuraea corticina Erichson, 1843
- Epuraea costata Schaufüss, 1891
- Epuraea cribrata Grouvelle, 1903
- Epuraea cuprea Kirejtshuk, 1990
- Epuraea curtula Reitter, 1894
- Epuraea curvipes Hisamatsu, 1961
- Epuraea cyclops Jelinek, 1978
- Epuraea darwinensis Blackburn, 1903
- Epuraea decellei Jelinek, 1977
- Epuraea decolor Reitter, 1884
- Epuraea densepunctata Nakane et Hisamatsu, 1967
- Epuraea dentipes Hisamatsu, 1961
- Epuraea deplanata Motschulsky, 1860
- Epuraea depressa (Illiger, 1798)
- Epuraea deterior Kirejtshuk, 1994
- Epuraea deubeli Reitter, 1898
- Epuraea diluticollis (A. Grouvelle, 1913)
- Epuraea dispersus (Grouvelle, 1906)
- Epuraea distincta (Grimmer, 1841)
- Epuraea domina Reitter, 1873
- Epuraea drapeta Reitter, 1909
- Epuraea dubia (Grouvelle, 1897)
- Epuraea dubitabilis (Grouvelle, 1890)
- Epuraea dura Reitter, 1884
- Epuraea durula Reitter, 1894
- Epuraea duryi Blatchley, 1910
- Epuraea emarginata Grouvelle, 1906
- Epuraea erichsoni Reitter, 1873
- Epuraea eximia Parsons, 1969
- Epuraea excisicollis Reitter, 1872
- Epuraea eyrensis (Blackburn, 1903)
- Epuraea facetata Kirejtshuk, 1987
- Epuraea fageticola Audisio, 1991
- Epuraea fallax (Grouvelle, 1897)
- Epuraea fanuli (Gillogly L.R., 1982)
- Epuraea flavicans Reitter, 1873
- Epuraea flavida (L. Fairmaire, 1849)
- Epuraea flavomaculata Mäklin, 1853
- Epuraea fossicollis Grouvelle, 1908
- Epuraea foveicollis Reitter, 1873
- Epuraea franzi Jelinek, 1977
- Epuraea fruhstorferi Grouvelle, 1895
- Epuraea fulvescens Horn, 1879
- Epuraea funeraria Reitter, 1884
- Epuraea fungicola Hisamatsu, 1968
- Epuraea fuscicollis (Stephens, 1832)
- Epuraea fussi Reitter, 1875
- Epuraea georgica (Reitter, 1877)
- Epuraea gestroi (Grouvelle, 1906)
- Epuraea glabrata Jelinek, Leschen et Hajek, 2017[6]
- Epuraea grouvellei Jelinek, 1978
- Epuraea gulstafsoni Kirejtshuk et Pakaluk, 1996
- Epuraea guttata (Olivier, 1790)
- Epuraea hammondi Kirejtshuk, 1992
- Epuraea haptoncoidea Kirejtshuk, 1992
- Epuraea harmandi Grouvelle, 1902
- Epuraea helvola Erichson, 1843
- Epuraea hilleri Reitter, 1877
- Epuraea himalayaensis Kirejtshuk, 1998
- Epuraea hisamatsui Nakane, 1966
- Epuraea horni Crotch, 1874
- Epuraea imperialis (Reitter, 1877)
- Epuraea indica Grouvelle, 1894
- Epuraea indochinensis Kirejtshuk, 1990
- Epuraea inexpectata Jelinek, 1977
- Epuraea insolita Grouvelle, 1908
- Epuraea integra Horn, 1879
- Epuraea intercalatis Kirejtshuk, 1995
- Epuraea interposita Kirejtshuk et Pakaluk, 1996
- Epuraea japonica (Motschulsky, 1861)
- Epuraea jelineki Kirejtshuk, 1989
- Epuraea joannae Jelinek, 1977
- Epuraea kaszabi Kirejtshuk, 1992
- Epuraea kirejtshuki Jelinek, 1992
- Epuraea klapperichi Kirejtshuk, 1998
- Epuraea kolbei Grouvelle, 1908
- Epuraea kompantzevi Kirejtshuk, 1998
- Epuraea korotyaevi Kirejtshuk, 1992
- Epuraea labilis Erichson, 1843
- Epuraea laeta Kirejtshuk, 1998
- Epuraea laeviuscula (Gyllenhal, 1827)
- Epuraea laferi Kirejtshuk, 1992
- Epuraea lanuginosa Zhao, Huang et Kirejtshuk, 2014
- Epuraea latebrosa Kirejtshuk et Pakaluk, 1996
- Epuraea latipes Grouvelle, 1896
- Epuraea latissima Reitter, 1880
- Epuraea lechanteuri Jelinek, 1992
- Epuraea lengi Parsons, 1969
- Epuraea liebecki (Parsons, 1943)
- Epuraea limbata (Fabricius, 1787)
- Epuraea linearis Mäklin, 1853
- Epuraea lindensis (Blackburn, 1891)
- Epuraea lisa Kirejtshuk, 1987
- Epuraea literata (E. Reitter, 1880)
- Epuraea lititarsis Kirejtshuk, 1998
- Epuraea longiclavis Sjöberg, 1939
- Epuraea longipennis Sjöberg, 1939
- Epuraea longiungulata Kirejtshuk, 1998
- Epuraea longula Erichson, 1845
- Epuraea luteola Erichson, 1843
- Epuraea macrophthalma Reitter, 1873
- Epuraea maehleri (Gillogly L.R., 1962)
- Epuraea mandibularis Reitter, 1873
- Epuraea marseuli Reitter, 1872
- Epuraea martensi (Kirejtshuk, 1998)
- Epuraea mauritiana Jelinek, 1977
- Epuraea mayendorfi (E. Reitter, 1873)
- Epuraea melanocephala (Marsham, 1802)
- Epuraea melanura Jelinek, 1992
- Epuraea melina Erichson, 1843
- Epuraea mestsheryakovi Kirejtshuk, 1992
- Epuraea mexicana Sharp, 1890
- Epuraea meyricki (Blackburn, 1891)
- Epuraea minuta Märkel, 1880
- Epuraea modiglianii Grouvelle, 1897
- Epuraea monogama (Crotch, 1874)
- Epuraea montrouzieri Grouvelle, 1903
- Epuraea morbosa Kirejtshuk, 1998
- Epuraea motschulskyi (E. Reitter, 1873)
- Epuraea muehli Reitter, 1908
- Epuraea munda (Sharp, 1878)
- Epuraea nearctica Kirejtshuk et Kvamme, 2001
- Epuraea neglecta (Heer, 1841)
- Epuraea nepalica Kirejtshuk, 1998
- Epuraea nigerrima Kirejtshuk, 1998
- Epuraea nikitskyi Kirejtshuk, 1992
- Epuraea nitida Reitter, 1873
- Epuraea nubilis Grouvelle, 1913
- Epuraea obliquus Hatch, 1962
- Epuraea oblonga (Herbst, 1793)
- Epuraea obtusicollis Reitter, 1873
- Epuraea ocularis Fairmaire, 1849
- Epuraea oedipoda Jelinek et Lasoń, 2018[10]
- Epuraea omositina Jelinek, 1967
- Epuraea opalizans Sahlberg, 1889
- Epuraea ophthalmica Waterhouse, 1876
- Epuraea ovata Horn, 1879
- Epuraea pallescens (Stephens, 1830)
- Epuraea papagona Casey, 1884
- Epuraea parabraeti Jelinek, 1978
- Epuraea paradoxa Jelinek, 1977
- Epuraea parsonsi Connell, 1981
- Epuraea paulula Reitter, 1873
- Epuraea pellax Reitter, 1873
- Epuraea peltoides Horn, 1879
- Epuraea placida Mäklin, 1853
- Epuraea planulata Erichson, 1843
- Epuraea plenasulca Cline, 2004
- Epuraea pliginskyi Kirejtshuk, 1994
- Epuraea polina Kirejtshuk, 1987
- Epuraea populi Dodge, 1939
- Epuraea potaninorum Kirejtshuk, 1987
- Epuraea prolixa Sharp, 1890
- Epuraea propinqua Grouvelle, 1906
- Epuraea propria Kirejtshuk, 1998
- Epuraea pseudorapax Kirejtshuk, 1995
- Epuraea pseudosoronia (E. Reitter, 1884)
- Epuraea pulliginis Zhao, Huang et Kirejtshuk, 2014
- Epuraea pumila Grouvelle, 1897
- Epuraea punctata Kirejtshuk, 1992
- Epuraea pygmaea (Gyllenhal, 1808)
- Epuraea pygidioacuta Kirejtshuk, 1998
- Epuraea quadrangula Motschulsky, 1860
- Epuraea quadricollis (Horn, 1879)
- Epuraea rapax Reitter, 1884
- Epuraea rectangula Connell, 1981
- Epuraea reflexicollis V.I. Motschulsky, 1863
- Epuraea reichardti Sjöberg, 1939
- Epuraea reticulata Grouvelle, 1892
- Epuraea rhombica Kirejtshuk, 1990
- Epuraea riedeli Kirejtshuk, 1998
- Epuraea rifensis Audisio, 1983
- Epuraea rougemonti Jelinek, 1988
- Epuraea rotundipennis Hisamatsu et Kirejtshuk, 2013
- Epuraea rotundula Kirejtshuk, 1998
- Epuraea rubronotata Reitter, 1873
- Epuraea rufa (Say, 1825)
- Epuraea rufida (Melsheimer, 1846)
- Epuraea rufobrunnea Sjöberg, 1939
- Epuraea rufomarginata (Stephens, 1830)
- Epuraea scapha Kirejtshuk, 1998
- Epuraea scaphoides Horn, 1879
- Epuraea scaura (Kirejtshuk et Pakaluk, 1992)
- Epuraea scutellaris Broun, 1880
- Epuraea sengleti Audisio, 1991
- Epuraea setosa Cline, 2004
- Epuraea signata Broun, 1880
- Epuraea silacea (Herbst, 1784)
- Epuraea silesiaca Reitter, 1872
- Epuraea similis Reitter, 1873
- Epuraea simoni Grouvelle, 1895
- Epuraea simplissima Kirejtshuk, 1998
- Epuraea simsoni Grouvelle, 1897
- Epuraea singularis Grouvelle, 1899
- Epuraea sinicola Jelinek, 1980
- Epuraea sinuatipes Grouvelle, 1912
- Epuraea sjoebergi Kirejtshuk, 1984
- Epuraea sloanei (Blackburn, 1903)
- Epuraea sobrinus (Grouvelle, 1894)
- Epuraea sordidus (Grouvelle, 1905)
- Epuraea soror Sharp, 1890
- Epuraea sparsior (Blackburn, 1903)
- Epuraea specialis Kirejtshuk, 1998
- Epuraea spiculata Kirejtshuk, 2005
- Epuraea spinifera Jelinek, 1977
- Epuraea subelongata Grouvelle, 1908
- Epuraea subita Kirejtshuk, 1992
- Epuraea submicrurula Reitter, 1884
- Epuraea subnitida Kirejtshuk, 1998
- Epuraea subparallela Grouvelle, 1896
- Epuraea subreticulata Grouvelle, 1897
- Epuraea subtilis Grouvelle, 1894
- Epuraea superlata Kirejtshuk, 2005
- Epuraea sutcuimamun Avgin, Lasoń et P. Audisio, 2012
- Epuraea tasmanica Grouvelle, 1897
- Epuraea tenuiclava Kirejtshuk & Kvamme, 2001
- Epuraea tenuis Jelinek, 1978
- Epuraea terminalis Mannerheim, 1843
- Epuraea terminata Reitter, 1873
- Epuraea testacea (Murray, 1864)
- Epuraea thoracica Tournier, 1872
- Epuraea titana Kirejtshuk, 1998
- Epuraea torticollis Sharp, 1890
- Epuraea truncatella Mannerheim, 1846
- Epuraea tshistyakovae Kirejtshuk, 1987
- Epuraea tuberculata Kirejtshuk, 1994
- Epuraea umbrosa Horn, 1879
- Epuraea unicolor (Olivier, 1790)
- Epuraea uniformis (Blackburn, 1891)
- Epuraea valgus (Gillogly L.R., 1962)
- Epuraea variegata (Herbst, 1793)
- Epuraea vicaria Kirejtshuk et Kvamme, 2001
- Epuraea victoriensis (Blackburn, 1891)
- Epuraea vignai Audisio, 1978
- Epuraea viraktamathi Dasgupta, Pal et Hegde, 2016
- Epuraea vulpina Kirejtshuk, 1998
- Epuraea waterhousei Grouvelle, 1908
- Epuraea wittmeri Jelinek, 1978
- Epuraea zelandica Sharp, 1878
- Epuraea zurstrasseni Kirejtshuk, 1987